# Joseph Beerli
Joseph Beerli   (Suïssa, 22 de desembre de 1901 - Suïssa, 4 de setembre de 1967)fou un esportista suís que destacà en el bobsleigh a les dècades de 1930 i 1940.

## Carrera esportiva
Especialista en el bobsleigh, en els Jocs Olímpics d'Hivern de 1936 realitzats a Garmisch-Partenkirchen (Alemanya) participà en dues proves bobsleigh, aconseguint la medalla d'or en la prova de 4 homes i la medalla de plata en la de 2 homes.
En el Campionat del Món de Bobsleigh aconseguí al llarg de la seva carrera quatre medalles, dos ors en les proves de bobs a 4 (1939 i 1947), una plata en bobs a 4 (1935) i un bronze en bobs a 2 (1938).